# Trianthema triquetra
Trianthema triquetra là một loài thực vật có hoa trong họ Phiên hạnh. Loài này được Rottler & Willd. miêu tả khoa học đầu tiên năm 1803.